# Havana (canção de Kenny G)
Havana é uma canção do saxofonista de smooth jazz Kenny G.
Os DJs Todd Terry e Tony Moran fizeram uma versão remix desta canção que atingiu o topo da parada musical US Hot Dance Club Play, sendo, até hoje, a única música do saxofonista a figurar nesta parada.

## Desempenho nas paradas musicais
| Ano  | Título   | Posições nas paradas  | Posições nas paradas | Posições nas paradas   | Posições nas paradas |
| Ano  | Título   | US Adult Contemporary | US Hot 100           | US Hot Dance Club Play |                      |
| ---- | -------- | --------------------- | -------------------- | ---------------------- | -------------------- |
| 1997 | "Havana" | 10                    | #66                  | #1                     |                      |

## Prêmios e indicações
| Ano  | Prêmio        | Categoria                                     | Indicação | Resultado | Ref.  |
| ---- | ------------- | --------------------------------------------- | --------- | --------- | ----- |
| 1998 | Grammy Awards | Melhor Performance Instrumental de Música Pop | Havana    | Indicado  | [ 2 ] |